# Esther James

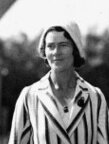
Esther James
(1932)

Esther Marion Pretoria James (* 5. November 1900 in Pahiatua, Manawatū-Whanganui, Neuseeland; † 7. Januar 1990 in Auckland, Neuseeland) war eine neuseeländische Autorin, Erfinderin, Fotomodell, Langstreckengeherin und Bauunternehmerin.

## Frühes Leben
Esther Marion Pretoria James wurde am 5. Oktober 1900 als Tochter und siebtes von zehn Kinder der Eheleute Eliza Jane Whitmore und dem Schreiner Thomas Joseph James in Pahiatua der Region Manawatū-Whanganui geboren. Ihr Urgroßvater war George Stoddart Whitmore und ihr Vater arbeitete nach ihrer Geburt als Brückeninspektor, was einen häufigen Wohnortwechsel der Familie zur Folge hatte. Über Esthers Kindheit ist nichts bekannt, außer, dass sie aufgrund einer exzellenten Note in Kunst ein Stipendium zu einer Grammar School in Auckland gewann. Nach ihrer Schulzeit arbeitete sie über drei Jahre als Assistentin bei einem Architekten in Auckland.

## 1. Ehe
Am 30. August 1924 heiratete sie in Auckland den Architekten Leslie Harrison Haysom und ließ sich mit ihm am 23. Dezember des Jahres in Dargaville kirchlich trauen. Aus der Ehe ging eine Tochter hervor. Ihren eigenen Namen behielt sie ihr Leben lang bei.

## Erfinderin und Fotomodell
In den 1920er Jahren zeigte Esther ihren Erfindergeist, indem sie mehrere Erfindungen für den Hausgebrauch machte und diese auch patentieren ließ. In den frühen 1930er Jahren arbeitete sie dann als eines der ersten professionellen Models des Landes. Sie war bei der New Zealand Manufacturers' Federation beschäftigt und verdiente mit ihrer Arbeit bis zu 10 Guineas pro Woche. Ihre Arbeit inspirierte sie dazu für in Neuseeland hergestellte Waren zu werben.

## Wanderung
Während der Great Depression begann sie auf einer längeren Wanderung nur Lebensmittel und Kleidung zu verwenden, die von lokalen Unternehmen hergestellt und ihr gespendet wurden. Sie startete am 3. Dezember 1931 in der Spirits Bay, an der Nordspitze der Nordinsel Neuseelands und erreichte Bluff am südlichen Ende der Südinsel Neuseelands am 18. Juni 1932. Sie war damit 197 Tage unterwegs und hatte dabei rund 1600 Meilen (rund 2440 km) Fußstrecke zurückgelegt.
Esther wanderte allein, wurde aber auf ihrer Strecke von Bürgermeistern und Fabrikmanagern empfangen und gefeiert. Sie hielt in den größeren Städten Vorträge, gab Interviews und sendete Beiträge von jedem Radiosender, der auf ihrer Strecke lag. Sie dokumentierte ihren Weg und ihre Stops in eine Art Logbuch und ließ sich ihre Einträge von Würdenträgern oder anderen Personen unterschreiben. In jeder Stadt bekam sie einen Stempel mit dem Gemeindesiegel. Auf ihrer Strecke kam sie auch an dem Vulkan Mount Taranaki vorbei, der seinerzeit noch Mount Egmont genannt wurde. An einem ihrer Ruhetage bestieg sie den Berg. In Bluff angekommen, setzt sie dann noch zur Stewart Island über und erwanderte die Insel ebenfalls. Esther wurde mit ihrer Wanderaktion in ganz Neuseeland bekannt.

## Wanderung in Australien
Am 19. November 1932 machte sich Esther in Australien in einer gleichen Weise auf den Weg, um von Melbourne nach Brisbane zu wandern. Einziger Unterschied auf ihrer 1.400 Meilen (rund 2130 km) langen Strecke war, dass sie nun nicht für australische Waren warb, sondern auch hier Produkte aus ihrer Heimat anpries. Am 25. September 1933 erreichte sie Brisbane und war damit die erste bekannte Frau, die die Strecke vollendete. Auf ihrem Weg führte sie die erste Wanderung über die neue Hafenbrücke in Sydney an. Nach dem Ende ihrer Wanderaktion, blieb sie eine Zeit lang in Australien und arbeitete als Mannequin in Sydney, schürfte Opal in einer der Mienen des Landes, tauchte nach Korallen und jagte Krokodile.

## 2. Ehe
1935 ließ sich Esther von ihrem Mann scheiden und heiratete am 16. Februar 1937 in Auckland mit Edward Scanlon Julian einen Schafzüchter aus New South Wales. Aus der Ehe gingen ein Sohn und eine Tochter hervor. 1971 ließen sich beide wieder scheiden.

## Arbeit als Bauunternehmerin
Als ihr Mann während des Zweiten Weltkriegs zum Militärdienst eingezogen wurde, ging Esther Muscheln und Seetang ernten, um Geld zu verdienen. Später erwarb die für 40 Pfund ein Stück Land unweit von Tauranga am Mount Maunganui. Auf dem Grundstück errichtete sie ein Haus aus 4.000 handgefertigten Betonblöcken, das sie später für rund 2000 Pfund verkaufen konnte. Dann zog sie zurück nach Auckland und baute ein Haus in Remuera, einem südöstlich vom Stadtzentrum von Auckland liegenden Stadtteil. In Folge spekulierte sie mit Grundstücken und entwarf und baute mehrere Häuser. Auch mit Antiquitäten versuchte sie Geld zu verdienen. 1963 erwarb sie für 500 Pfund ein fünf Acre großes Gelände am Hang des Mount Wellington und ließ es zum Erschließen als Bauland einebnen.

## Buch und Politik
Im März 1965 veröffentlichte Esther ihr einziges geschriebene Buch mit dem Titel „Jobbing Along“. Das Buch wurde zu einem Bestseller. In Folge durfte sie auf einer der anstehenden Frankfurter Buchmessen neuseeländische Autoren vertreten. 1969 versuchte sich Esther auch in der Politik und ließ sich als eine von vier Wahlkandidatinnen der Independent Women's Party in Auckland aufstellen. Sie setzte sich für eine Reform der Gesetze über Ehe und eheliches Eigentum ein. Ihre Wahl war aber nicht von Erfolg gekrönt.
Esther Marion Pretoria James verstarb am 7. Januar 1990 in Auckland.

## Werke
- Esther James: Jobbing Along. Whitecombe & Tombs, Wellington 1965 (englisch, Autobiographie).[2]